# Hrčavka
Hrčavka je rijeka u jugoistočnom dijelu Bosne i Hercegovine i nalazi se u sastavu Nacionalnog parka Sutjeska. Izvire u šumovitim predjelima istočnih padina planinskog masiva Oboreno točilo. Prolazi kroz uski kanjon između Orline i Paša-Lipovog dola, te Stružina i Gradine, a zatim se ulijeva u rijeku Sutjesku. Na tom kratkom toku u nju se ulijevaju brojne rijeke i potoci. Hrčavka je bogata ribom, posebno pastrvkom.
U gotovo nedostupnom kanjonu Hrčavke, nalazi se i vodopad Skakavac. Iz nepristupačne stijene izvire voda koja pada u kanjon. 